# Oczirbatyn Burmaa
Oczirbatyn Burmaa (mong. Очирбатын Бурмаа; ur. 28 maja 1982) – mongolska zapaśniczka w stylu wolnym. Trzykrotna olimpijka: zajęła dziesiąte miejsce w Atenach 2004, ósme miejsce w Londynie 2012 (kategoria 72 kg), a także piętnaste miejsce w Tokio 2020 w kategorii 76 kg.
Srebrna medalistka mistrzostw świata w 2009, a brązowa w 2013 i 2014.
Trzecia na igrzyskach azjatyckich w 2006 i 2014. Zdobyła siedem medali na mistrzostwach Azji. Trzecia w Pucharze Świata w 2015 i 2022; piąta w 2010, 2011 i 2014; ósma w 2013 roku. Trzecia w Pucharze Azji w 2003, a w 2006 roku sięgnęła po uniwersyteckie mistrzostwo świata.